# 浅野真澄
浅野 真澄（あさの ますみ、1977年8月25日 - ）は、日本の女性声優、ナレーター、作家、作詞家。声優ユニット・Aice5のメンバー。
秋田県能代市出身、埼玉県三郷市育ち。執筆・創作活動はあさの ますみ名義。声優及び執筆・創作活動はフリーで行っている。愛称はますみん。夫は漫画家の畑健二郎。

## 経歴

### 小学生時代など
秋田県能代市出身であり、小学4年生の時に埼玉県三郷市に転居。現在身長は163cmだが、小学生のときにすでに160cm以上もあった。
親には子供の頃から「演劇の道だけは絶対に進むな」と釘を刺されていた。両親も若い頃演劇の道を志しており、自分たちが一度は目指しかけていた世界なだけあって、過酷さや辛さをよく知っていたので、娘に芝居だけはさせたくないと思っていた。

### 高校・大学時代など
國學院大學文学部日本文学科卒。
大学の費用が捻出できないため、高校時代は大学の奨学金を得るために過ごし、無遅刻・無欠席・無早退だった。そして大学からの給付と日本育英会からの貸与を受け、大学を卒業。なお、大学時代は同じゼミに同じく後に声優となる西口有香がいた。
その一方で、一人暮らしするために授業以外の時間は全てアルバイトに費やし、資金を貯めた上でその話を両親に切り出すと「弟の進学のために使わせて欲しい」と言われ、全て渡さざるを得なかった。このことを聞いた友人が引っ越し代を貸してくれたことで一人暮らしに踏み切ることができ、その後引っ越し代の返済や生活苦から抜け出すために、夜中はホステスとして働いたこともある。
1年のときには、作曲家の大川茂伸とバンドを結成し、数か月間活動していた。その後も交友は続き、2007年時点で最も長い付き合いの友人だという。『nostalgia』で全6曲、『happyend』で2曲を大川が作編曲したほか、堀江由衣への提供曲ではたびたび作詞作曲としてコンビを組んでいる。
中学の頃から映画雑誌のライターや編集者のような自立した女性に憧れて、大学になっても変わらなかったが、当時は就職氷河期で出版社以外でもなかなか内定がもらえなかった。1998年、大学3年の夏に徳間書店『VOiCE Animage』が主催したオーディション「声優サマースクール」でグランプリを獲得、声優オーディションへの応募理由は、合宿形式だったため友達に誘われて旅行気分で参加したというものだった。声優になるつもりはなく、合宿中は講義には参加せず部屋でテレビを見ていた。オーディションの自己アピールでは多少、受け狙いで秋田にいた頃はカエルにストローを刺して遊んでいたことを話したがグランプリを受賞したのである。40、50代になるまで食べていけないかもしれない職業であることにかなり不安があったが、友人から「安定しているかどうかは環境ではなく自分次第では？」と言われたことで、普通の就職は大事なことではないと気付き、声優を目指すことに決めた。こうして、代々木アニメーション学院の特待生の資格を得て、大学4年からは掛け持ちで通学した。両親は声優を目指すことに強く反対しなかったが、大学の学費や下宿代を奨学金とアルバイトで自分で工面して親から援助を受けなかったことが影響していると浅野は考えている。

### 声優デビュー後
卒業半年後に当時の『VOiCE Animage』編集長である古林英明の紹介で、アイムエンタープライズに所属した。
1999年にブロッコリー主催の『デ・ジ・キャラット』声優オーディションを受ける。しかし最終オーディションでグランプリに真田アサミが選ばれたため不合格となった。同年4月にユニット「KiraKira☆メロディ学園」の1期生として立ち上げに参加。2001年3月まで活動した。
初アフレコした頃は同世代に先輩でもタメ口で話しかけていた。新人のときに初めて振り込まれたギャラは7000円。
2001年に事務所所属後の初仕事として、アニメ『破邪巨星Gダンガイオー』で初ヒロイン・地堂仁美役を務めた。その後、アニメ『ちっちゃな雪使いシュガー』で2人の主人公の内の1人、サガ・ベルイマン役で初主演。
2003年4月1日に所属事務所をアーツビジョンに移籍。その後、アニメ『一騎当千』の孫策伯符役で自身初となる単独での主演を務めた。同年10月22日にCDデビュー作となるミニアルバム『nostalgia』をリリースした。
2005年8月24日にフルアルバム『happyend』、DVD『doridori』、エッセイ集『ひだまりゼリー』を同時リリースした。同年10月29日から2007年9月20日まで、堀江由衣が結成したユニット「Aice5」（アイス）に参加した。
2008年5月1日より、以前の所属事務所である青二プロダクションに移籍した。
2014年12月26日、翌年2月1日から放送の『Go!プリンセスプリキュア』に海藤みなみ/キュアマーメイド役として出演が決まった。番組開始時点で37歳6ヶ月での起用となった浅野は自身のブログに「驚きすぎて、しばらく呆然としてしまいました。」と綴った上で、「自分にはプリキュアには縁がない」と思っていたが、決まってから役作りのため『ふたりはプリキュア』から前番組にあたる『ハピネスチャージプリキュア!』までおよそ500話あまりとその時点まで劇場で公開された16作品すべてを視聴したことを明かした。
2015年4月28日、自身が原案の作品である『それが声優!』のアニメ化の制作発表を行う。その状況をニコニコ生放送でも公開した。同年8月17日、自身のラジオ番組『浅野真澄×山田真哉の週刊マネーランド』第21回放送において、自身の会社を設立したことを発表。社名は明かしていないが、同番組内では「浅野カンパニー」と仮称している。
2018年2月12日、自身の冠番組『週刊マネーランド』にて、かつて同人サークル『はじめまして。』として共に漫画作品『それが声優!』を執筆していた漫画家の畑健二郎との結婚を発表、放送後には浅野と畑双方からTwitterで改めて結婚の発表を行った。
2020年12月31日、自身のTwitterとブログにて2020年12月末で12年間所属していた青二プロダクションを退所し、2021年1月1日よりフリーで活動をすることを発表した。

### ラジオパーソナリティ
浅野が初めて意識して聞いた番組は『宮村優子の直球で行こう!』で、そのトークスタイルに大きく影響を受けた。彼女のラジオは「歯に衣着せぬマイペーストーク」が人気である。
2002年に『RadioB』と後身番組『.hack//Radio 綾子・真澄のすみすみナイト』のパーソナリティを務め、特に後者において大きな人気を得て、文化放送A&Gゾーンで聴取率第1位となった。『.hack//Radio』終了後、同番組スタッフを中心に新番組が企画され、2003年に『浅野真澄のスパラジ!』が開始された。『スパラジ』でも同様に人気を得て、文化放送アニメ&ゲームゾーンの看板番組として『A&G 超RADIO SHOW〜アニスパ!〜』へと発展。同番組を元に、2007年3月3日、第1回声優アワードにおいてベストパーソナリティ賞を受賞した。
2015年3月28日、長年勤めたラジオ番組『A&G 超RADIO SHOW〜アニスパ!〜』が終了した。同年に『浅野真澄×山田真哉の週刊マネーランド』が放送開始。同番組でファイナンシャル・プランナーの勉強を始めることを宣言し、日本ファイナンシャル・プランナーズ協会によるファイナンシャル・プランニング技能士資格取得に挑戦した。そして9月28日の第26回放送において、2015年9月13日実施の2度目の受験で、自己採点で3級FP技能検定合格点をクリアしたことをTwitterで報告。同年10月28日にTwitterにて正式に合格を発表した。

### 歌手・ユニット
2003年にミニアルバム『nostalgia』でオリジナルCDデビューする。2005年にフルアルバム『happyend』を発売、作詞にも意欲があり、『nostalgia』で全6曲、『happyend』で8曲を作詞した。『happyend』では、浅野がファンであるROCOから表題曲「happyend」と「散歩道」の楽曲提供を受けた。
浅野自身の名義以外では、出演作品などのキャラクターソングや企画ユニットが多数あり、活動や話題が多いものには以下のものがある。
KiraKira☆メロディ学園
1期生として1999年4月から2001年3月まで活動。浅野のメジャー活動としてはこれがデビューである。
Jeminy! Jeans Rice!（ジェミニー ジーンズ ライス）
1999年にMBSラジオ『森久保祥太郎と福井裕佳梨のトテカンラジオ』内のオーディションに合格し、森久保祥太郎・福井裕佳梨とともに結成。
ガンダムガールズ
2002年にゲーム『機動戦士ガンダム戦記 Lost War Chronicles』に出演した声優、那須めぐみ・早川由佳子・仁後真耶子・永山奈々・富岡由紀子と結成、このとき浅野はリーダーを務めた。イベントでのユニット活動の他、同作のサウンドトラックCDに収録されている2曲を歌った。
milk rings（ミルク リングス）
2003年にラジオ『浅野真澄のスパラジ!』内の歌唱コーナーで、共にパーソナリティを務めた鷲崎健と結成。
Aice5（アイス）
2005年10月に堀江由衣が友人4人を集めて結成したユニットで、神田朱未・たかはし智秋・木村まどかとともに参加。2007年9月まで活動した。ユニット内では様々な企画を立案しており、アルバム『Love Aice5』における、裸で布をまとうように見える写真やメンバー各自での作詞は浅野の発案によるものである。趣味の一眼レフカメラを生かし、ムックの出版を目指して、その時点では具体的な予定は全くないのにメンバーの写真を撮影していたが、解散時に発売された写真集『Aice5メモリアルフォトブック〜recollection』に収録される形で実現した。2015年7月に浅野の作品である『それが声優!』のテレビアニメ化をきっかけにメンバーが再結集（堀江とたかはしがそれ以前より同作に関わっている）することとなった。

## 人物
弟が2人いる。
座右の銘は「やまない雨はない」。
持っている資格はファイナンシャルプランナー2級。趣味はカメラ。
もともと、大勢でなにかすることに苦手意識があり、皆でひとつの結果を目指すのが不得意と意識していた。高校時代に大学に推薦で入るための内申点稼ぎで、評判につられて吹奏楽部に入部したが、それぞれ違う人達が全員で同じ方向を目指すのは非効率、誰かと足並みを合わせるより、個人で頑張れば評価される部に入り直して結果を出すほうがずっと効率的と考え、入部したばかりの吹奏楽部をすぐに辞める。ところがAice5に参加し、ユニット活動を続けるうちに、それまで関わりを避けてきた自分とは違う人との関わりの大切さを少しずつ知っていき、それぞれが異なる形だからこそ、それぞれがいる意味があると気づく。とくに自分は一体どういう人間なのか、それを知るために必要なのは、意外にも自分とは違う誰かと密に関わり、真剣に向き合うことを認識することになる。そして自分の考えをわかりやすく言語化できてすごい、言葉を使うのがうまい、というようなことをユニットメンバーから言われて自分の才に気づき、ユニット活動終盤に、初めて創作物を書きコンテストに応募し賞を受賞したことをきっかけに、文筆業をスタートすることになる。
2017年に推定生後数か月の野良猫が捨て猫として交番に届けられている場面に遭遇し、引き取り飼い始めた。真っ白な体から「おもち」と名付けて育つ日々をTwitterとインスタグラムで公開している。

## 出演
太字はメインキャラクター。

### テレビアニメ
2000年
- タイムボカン2000 怪盗きらめきマン（トッタルぶくろう）
- はじめの一歩（アケミ）

2001年
- 地球少女アルジュナ （看護婦、店員）
- The Soul Taker 〜魂狩〜（砧夕子）
- 破邪巨星Gダンガイオー（地堂仁美）
- 学園戦記ムリョウ（峯尾晴美）
- 名探偵コナン（2001年 - 2020年、竹内早苗、加納亮子、堤咲絵）
- ちっちゃな雪使いシュガー（2001年 - 2002年、サガ）

2002年
- りぜるまいん（聖本あおい） - 2シリーズ
- ラーゼフォン（少女〈功刀美智瑠〉）
- G-onらいだーす♥（シノブ、ファンシー獣、木人くんプラス、ガードA）
- スパイラル －推理の絆－（2002年 - 2003年、結崎ひよの）
- 灰羽連盟（ショータ）
- 超重神グラヴィオン（2002年 - 2004年、ミヅキ・立花、ステファニー） - 2シリーズ
- PIANO（多恵子）
- 奇鋼仙女ロウラン（秋月あおい）

2003年
- .hack//黄昏の腕輪伝説（美智）
- エアマスター（川本みちる）
- D・N・ANGEL（原田梨紗）
- NARUTO -ナルト-（ギャル）
- E'S OTHERWISE（女性スタッフB ）
- 住めば都のコスモス荘 すっとこ大戦ドッコイダー
- ぽぽたん（まい）
- 一騎当千（2003年 - 2010年 、孫策伯符） - 4シリーズ
- おねがい☆ツインズ（佐川秋那）
- まぶらほ（2003年 - 2004年、松田和美）
- フルメタル・パニック?ふもっふ（女の子B）
- ポケットモンスター アドバンスジェネレーション（クレア）

2004年
- ゆめりあ（吾妻みづき）
- トランスフォーマー スーパーリンク（サリー、ミランダ、キッカー〈少年時代〉、エリアル、ネコミミA）
- 光と水のダフネ（グロリア）
- 忘却の旋律（小夜子）
- うた∽かた（黒城舞夏）
- 流星戦隊ムスメット（早乙女シオン / オトメシアン）
- tactics (漫画)（芙美）

2005年
- とっとこハム太郎（キューティーちゃん）
- スターシップ・オペレーターズ（秋里ミユリ）
- まほらば〜Heartful days（桃乃恵）
- これが私の御主人様（沢渡いずみ）
- 甲虫王者ムシキング 森の民の伝説（母親、チッチ）
- 奥さまは魔法少女（綾瀬ゆう子）
- D.C.S.S. 〜ダ・カーポ セカンドシーズン〜（彩珠ななこ）
- ガンパレード・オーケストラ（横山亜美）
- 灼眼のシャナ（平井ゆかり、首玉）
- Canvas2 〜虹色のスケッチ〜（2005年 - 2006年、桜塚恋
- SoltyRei（2005年 - 2006年、ローズ）
- 魔法少女リリカルなのはA's（リニス）
- ジミー・ニュートロン 僕は天才発明家!（シンディ）

2006年
- MÄR-メルヘヴン-（アルマ〈船乗りの少女〉）
- 鍵姫物語 永久アリス輪舞曲（リデル）
- かしまし 〜ガール・ミーツ・ガール〜（摩利あゆき）
- 地獄少女（湊三奈 ）
- 女子高生 GIRLS-HIGH（鈴木由真）
- RAY THE ANIMATION（小枝子） - ノンクレジット
- 夢使い（高槻瑞穂）
- まじめにふまじめ かいけつゾロリ（リン）
- 乙女はお姉さまに恋してる（御門まりや）
- ときめきメモリアル Only Love（保科直美）
- NIGHT HEAD GENESIS（美保子）

2007年
- 祝!(ハピ☆ラキ)ビックリマン（助士すいさい）
- ポケットモンスター ダイヤモンド&パール（ツボミ）
- ハヤテのごとく!（2007年 - 2013年、朝風理沙） - 4シリーズ
- スパイダーライダーズ 〜オラクルの勇者たち〜（楽園のおねーさん）
- ドージンワーク（長菜なじみ）
- スケッチブック 〜full color's〜（田辺涼）
- プリズムアーク（プリンセア）
- ゲゲゲの鬼太郎（第5作）（2007年 - 2008年、ミウ）

2008年
- シゴフミ（チアキ）
- ヤッターマン（第2作）（アツヒメ）
- 絶対可憐チルドレン（2008年 - 2009年、柏木朧、チルチル、イターシャちゃん）
- モノクローム・ファクター（鈴野綾）
- 我が家のお稲荷さま。（汨羅）
- BLUE DRAGON 天界の七竜（2008年 - 2009年ヒルデガルド女）
- 伯爵と妖精（スイートピー）

2009年
- ねぎぼうずのあさたろう（さくらんぼのさくら）
- バスカッシュ!（ミユキ・アユカワ）
- 咲-Saki-（2009年 - 2014年、藤田靖子） - 2シリーズ
- ONE PIECE（2009年 - 2023年、マーガレット、シャクヤク〈2代目〉）
- クロスゲーム（沢口）
- 怪談レストラン（2009年 - 2010年、佐久間レイコ）
- とある科学の超電磁砲（2009年 - 2010年、姉御）
- 聖剣の刀鍛冶（フランシスカ）

2010年
- ちびまる子ちゃん（2010年 - 2013年、ドラマの女性、中山ゆり子）
- テガミバチ（ローズ）
- GIANT KILLING（永田有里）
- ストライクウィッチーズ2（竹井醇子）

2011年
- 夢喰いメリー（堀江奈桜）
- 緋弾のアリア（綴梅子）
- 快盗天使ツインエンジェル〜キュンキュン☆ときめきパラダイス!!〜（紺藤さつき）
- BLOOD-C（網埜優花）
- 境界線上のホライゾン（2011年 - 2012年、江良・房栄） - 2シリーズ

2012年
- デジモンクロスウォーズ 〜時を駆ける少年ハンターたち〜（カオル）
- SKET DANCE（桐島波瑠）
- べるぜバブ（アギエル）
- ズモモとヌペペ（バニ）
- 這いよれ! ニャル子さん（本人）
- めだかボックス（諫早三年生）
- あらしのよるに 〜ひみつのともだち〜（ララ）
- 戦国コレクション（前田慶次）
- 氷菓（河内亜也子）
- 織田信奈の野望（松永久秀、土田御前）
- さくら荘のペットな彼女（2012年 - 2015年、飯田綾乃 ）

2013年
- ラブライブ!（2013年 - 2014年、穂乃果の母） - 2シリーズ
- アイカツ!（羽柴サキ）
- PSYCHO-PASS サイコパス（2013年 - 2014年、青柳璃彩） - 2シリーズ
- 探検ドリランド（ハル、アリソン） - 2シリーズ
- THE UNLIMITED 兵部京介（柏木朧）
- 銀河機攻隊 マジェスティックプリンス（アマネ・ハヅキ ）
- ブラッドラッド（ベロス巡査）

2014年
- ブレイクブレイド（レガッツ・アロー、護衛）
- テンカイナイト（2014年 - 2015年、ベニ / ヴェネッタ）
- モモキュンソード（皇天女）
- ONE PIECE “3D2Y” エースの死を越えて! ルフィ仲間との誓い（マーガレット）
- ディスク・ウォーズ:アベンジャーズ（ミスティーク）
- 異能バトルは日常系のなかで（安藤真智）

2015年
- Go!プリンセスプリキュア（2015年 - 2016年、海藤みなみ / キュアマーメイド）
- トリアージX（剣光姫）
- それが声優!（浅野真澄、同僚、ウエイトレス、ライター、メイク、デスク、オーディオブックディレクター、受付、運転手、担任教師）※OP曲、アニメ第5話と第6話の劇中主題歌の作詞も担当。原作者
- 干物妹!うまるちゃん（2015年 - 2017年、海老名寧々） - 2シリーズ
- VENUS PROJECT -CLIMAX-（美烏の母）

2016年
- ハルチカ〜ハルタとチカは青春する〜（大河原有佳）
- 金田一少年の事件簿R（緋森美咲 ）
- ベイブレードバースト（2016年 - 2019年、蒼井千春） - 3シリーズ
- orange（須和の母）
- 影鰐-KAGEWANI-承（霧子）
- 競女!!!!!!!!（白雪京子）

2017年
- ドラゴンボール超（甘栗ココア、ヘレス、リリベウ、ビカル）
- AKIBA'S TRIP -THE ANIMATION-（謎の女、万世架ふかめ）
- けものフレンズ（2017年 - 2019年、アリツカゲラ、ビースト） - 2シリーズ
- 魔法陣グルグル（プラナノ）
- キノの旅 -the Beautiful World- the Animated Series（羊A）

2018年
- キラッとプリ☆チャン（2018年 - 2021年、みらいママ）
- Cutie Honey Universe（バットフライクロー）
- ゴールデンカムイ（フミ）
- 宇宙戦艦ティラミスII（エスカレド・シェルビィ）

2019年
- ゲゲゲの鬼太郎（第6作）（努の母親）

2020年
- アサティール 未来の昔ばなし（アミナ）
- トニカクカワイイ（由崎叶香）

2021年
- ドラゴン、家を買う。（リリス）
- おかしなさばくのスナとマヌ（2021年 - 2022年、ビスチャカ、リンさん）
- 境界戦機（甲咲リサ）

2022年
- 真・一騎当千（孫策伯符）
- RWBY 氷雪帝国（グリンダ・グッドウィッチ）
- 新米錬金術師の店舗経営（レオノーラ）

2023年
- ライザのアトリエ 〜常闇の女王と秘密の隠れ家〜（アガーテ・ハーマン）
- 16bitセンセーション ANOTHER LAYER（橋本）

2024年
- じいさんばあさん若返る（中田明美）
- ハズレ枠の【状態異常スキル】で最強になった俺がすべてを蹂躙するまで（ヨナトの女王）

2025年
- サラリーマンが異世界に行ったら四天王になった話（チモ）
- 神椿市建設中。（守屋慈乃）

### 劇場アニメ
2006年
- トップをねらえ2!&トップをねらえ!合体劇場版!!（クラスメイト）

2007年
- 劇場版 灼眼のシャナ（平井ゆかり）

2010年
- 劇場版 怪談レストラン（佐久間レイコ）※アニメーションパートに出演
- こわれかけのオルゴール（ふらわー）
- ブレイク ブレイド（レガッツ）
- 魔法少女リリカルなのは The MOVIE 1st（リニス）

2011年
- 劇場版 ハヤテのごとく! HEAVEN IS A PLACE ON EARTH（朝風理沙）

2012年
- 劇場版 BLOOD-C The Last Dark（網埜優花）
- 魔法少女リリカルなのは The MOVIE 2nd A's（リニス）

2014年
- 聖闘士星矢 Legend of Sanctuary（蠍座のミロ）

2015年
- 映画 プリキュアオールスターズ 春のカーニバル♪（海藤みなみ / キュアマーメイド）
- 映画 Go!プリンセスプリキュア Go!Go!!豪華3本立て!!!（海藤みなみ / キュアマーメイド）
- ラブライブ!The School Idol Movie（穂乃果の母）

2016年
- PERSONA3 THE MOVIE #4 Winter of Rebirth（斉川菊乃）
- 映画 プリキュアオールスターズ みんなで歌う♪奇跡の魔法!（海藤みなみ / キュアマーメイド）
- 劇場版マジェスティックプリンス 覚醒の遺伝子（アマネ・ハヅキ）

2017年
- 映画 プリキュアドリームスターズ!（海藤みなみ / キュアマーメイド）

2018年
- 映画 HUGっと!プリキュア♡ふたりはプリキュア オールスターズメモリーズ（海藤みなみ / キュアマーメイド）

2019年
- PSYCHO-PASS サイコパス Sinners of the System Case.2「First Guardian」（青柳璃彩）

2021年
- リクはよわくない（リク）

2023年
- 映画 プリキュアオールスターズF（海藤みなみ / キュアマーメイド）

### OVA
2001年
- ONE 〜輝く季節へ〜（上月澪）

2002年
- こすぷれCOMPLEX（富井つかさ）

2003年
- エイケン エイケンヴより愛をこめて（御園霧香）
- ちっちゃな雪使いシュガー・特別編（サガ）
- .hack//SIGN（ブラックローズ）

2004年
- グローランサー 〜新たなる伝説〜（イライザ）
- 低俗霊DAYDREAM（崔樹深小姫）
- とっとこハム太郎 ハムちゃんずの目指せ!ハムハム金メダル（キューティーちゃん）
- Memories Off 3.5 想い出の彼方へ（児玉響）
- Memories Off 3.5 祈りの届く刻…（児玉響）

2006年
- マリア様がみてる 3rdシーズン（西園寺ゆかり）

2008年
- 快盗天使ツインエンジェル（紺藤さつき、ドジっ娘）
- クイズマジックアカデミー 〜オリジナルアニメーション〜（2008年 - 2010年、シャロン） - 2作品
- .hack//G.U. TRILOGY（揺光）

2009年
- ハヤテのごとく!! アツがナツいぜ 水着編!（朝風理沙）

2010年
- 絶対可憐チルドレンOVA「愛多憎生!奪われた未来?」（柏木朧）

2011年
- 戦場のヴァルキュリア3 誰がための銃瘡（イムカ）
- マジンカイザーSKL（スカーレット・ヒビキ） - 2010年劇場先行公開

2012年
- 一騎当千 OVAシリーズ（2012年 - 2019年、孫策伯符） - 3作品
- ハヤテのごとく!（朝風理沙）※単行本41巻OVA付き特別版

2015年
- トリアージX（剣光姫）※単行本12巻Blu-ray付き限定版

2017年
- クビキリサイクル 青色サヴァンと戯言遣い（石丸小唄）

2018年
- あさがおと加瀬さん。（先生）

### Webアニメ
- 美少女戦士セーラームーンCrystal（2014年、花嫁）
- 拡張少女系トライナリー（2017年、東雲真幌）
- ようこそジャパリパーク（2018年、トムソンガゼル）

### ゲーム
2000年
- 聖ルミナス女学院（水野あんぬ）

2001年
- KONOHANA:TrueReport（浅間ひとみ）
- ヘルミーナとクルス 〜リリーのアトリエ もう一つの物語〜（イングリド）

2002年
- アイドル雀士R 雀ぐる★プロジェクト（工藤千景、チカゲ）
- 想い出にかわる君 〜Memories Off〜（児玉響）
- 機甲兵団 J-PHOENIX BURST TACTICS（アイリ・ミカムラ）
- 機甲兵団 J-PHOENIX コバルト小隊篇（アイリ・ミカムラ）
- 機動戦士ガンダム戦記 Lost War Chronicles（ユウキ・ナカサト）
- .hack（ブラックローズ）
- 虹色ドッジボール 乙女たちの青春（十文字伊織）

2003年
- メモオフみっくす（児玉響）
- エイケン for PC 〜めくるめく電算室 エイケン仕立て〜（御園霧香）
- カンブリアンQTS〜化石になっても〜（神田亜里）
- 機動戦士ガンダム めぐりあい宇宙（ユウキ・ナカサト）
- クイズマジックアカデミー（シャロン）
- グローランサーIV（イライザ・メイフィールド）
- 少女義経伝 / 少女義経伝・弐 〜刻を超える契り〜（2003年 - 2005年、那須与一） - 2作品
- D.C.P.S. 〜ダ・カーポ〜 プラスシチュエーション（彩珠ななこ）
- D・N・ANGEL TV Animation Series〜紅の翼〜（原田梨紗）
- ゆめりあ（吾妻みづき）
- ラブ★スマッシュ!5 〜テニスロボの反乱〜（シルビア・ヴァレンタイン）

2004年
- クイズマジックアカデミー2（シャロン）
- サモンナイト クラフトソード物語2（コヒナ、トリス）
- シンフォニック=レイン（ファルシータ・フォーセット）
- ゼノサーガ エピソードII［善悪の彼岸］（サクラ・ミズラヒ）
- フルハウスキス（丘崎夏実）
- LoveSongs♪ADV 双葉理保19歳〜冬〜（山本しずく）

2005年
- クイズマジックアカデミー3（シャロン）
- クリティカルベロシティ（クララ）
- ソウルキャリバーIII（ティラ）
- D.C. Four Seasons 〜ダ・カーポ〜 フォーシーズンズ（彩珠ななこ）
- テイルズ オブ レジェンディア（クロエ・ヴァレンス）
- ラジアータ ストーリーズ（アーシュラ）
- らき☆すた 萌えドリル（黒井ななこ）
- リアライズ -Panorama Luminary-（芦田蛍）

2006年
- かしまし 〜ガール・ミーツ・ガール〜 「初めての夏物語。」（摩利あゆき）
- Quartett! 〜THE STAGE OF LOVE〜（ソフィ・マイヤー）
- ガンダムバトルロワイヤル（ユウキ・ナカサト）
- ガンパレード・オーケストラ 白の章 〜青森ペンギン伝説〜（横山亜美）
- 機動戦士ガンダム 戦場の絆（ジオン公国軍オペレーター）
- .hack//G.U.（2006年 - 2017年、揺光） - 4作品
- 鳥篭の向こうがわ（水巻紅葉）
- BLOOD+ ONE NIGHT KISS（桃山さん）
- フルハウスキス2（丘崎夏実）
- レッスルエンジェルス SURVIVOR（富沢レイ、マッキー上戸）

2007年
- 一騎当千 シリーズ（2007年 - 2020年、孫策伯符） - 4作品
- SDガンダム GGENERATION シリーズ（2007年 - 2016年、ユウキ・ナカサト 他） - 3作品
- ガンダムバトルクロニクル（ユウキ・ナカサト）
- 機動戦士ガンダム MS戦線0079（リル・ソマーズ）
- クイズマジックアカデミー4（シャロン）
- 真・らき☆すた 萌えドリル 〜旅立ち〜（黒井ななこ）
- NARUTO -ナルト- 疾風伝 ナルティメットアクセル（あおい）
- ハヤテのごとく! ボクがロミオでロミオがボクで（朝風理沙）

2008年
- ガンダムバトルユニバース（ユウキ・ナカサト）
- クイズマジックアカデミー5（シャロン）
- クイズマジックアカデミーDS（シャロン）
- 絶対可憐チルドレンDS 第4のチルドレン（柏木朧）
- ソウルキャリバーIV（ティラ）
- とらぶるツインズ -MY SWEET BROTHERS-（魚住乃里子）
- 武装神姫 BATTLE RONDO（戦車型MMS ムルメルティア）
- BLEACH The 3rd Phantom（宮能まつ梨）
- ハヤテのごとく! お嬢様プロデュース大作戦 ボク色にそまれっ! お屋敷編 / 学校編（朝風理沙）
- ほしがりエンプーサ（霧島佐奈）
- モノクローム・ファクター cross road（鈴野綾）
- ルクス・ペイン（山瀬ユイ）
- レッスルエンジェルス SURVIVOR 2（富沢レイ、マッキー上戸）

2009年
- アークライズファンタジア（レスリー）
- クイズマジックアカデミー6（シャロン）
- ストライクウィッチーズ -蒼空の電撃戦 新隊長 奮闘する!-（竹井醇子）
- ソウルキャリバー Broken Destiny（ティラ）
- テイルズ オブ ザ ワールド レディアント マイソロジー2（クロエ・ヴァレンス）
- ハヤテのごとく!! ナイトメアパラダイス（朝風理沙）
- beatmania IIDX 17 SIRIUS（楽曲『Roots of my way!』ナイア名義で歌唱）
- FRAGILE 〜さよなら月の廃墟〜（私）
- ほしがりエンプーサ portable（霧島佐奈）
- 桃色大戦ぱいろん（ハリケーン・シイナ）

2010年
- 英雄伝説 零の軌跡（ノエル・シーカー）
- ガンダムアサルトサヴァイブ（ユウキ・ナカサト）
- クイズマジックアカデミー7（シャロン）
- クイズマジックアカデミーDS 二つの時空石（シャロン）
- 咲-Saki- Portable（藤田靖子）
- ストライクウィッチーズ 白銀の翼（竹井醇子）
- STORM LOVER（丑木尚美）
- D.C.I&II P.S.P. 〜ダ・カーポI&II〜 プラスシチュエーション ポータブル（彩珠ななこ）
- デッドストームパイレーツ（2010年 - 2014年、リア・スチュアート） - 2作品
- .hack//Link（ブラックローズ、揺光）
- ONE PIECE ギガントバトル!（マーガレット）

2011年
- 英雄伝説 碧の軌跡（ノエル・シーカー）
- 快盗天使ツインエンジェル〜時とセカイの迷宮〜（紺藤さつき）
- クイズマジックアカデミー8（シャロン）
- グローランサーIV オーバーリローデッド（イライザ・メイフィールド）
- 戦場のヴァルキュリア3（イムカ）
- テイルズ オブ ザ ワールド レディアント マイソロジー3（クロエ・ヴァレンス、ヒーローボイス）
- どきどきすいこでん（関遥）
- 武装神姫 BATTLE MASTERS Mk.2（戦車型MMS ムルメルティア） - ダウンロードコンテンツで登場
- 魔法少女リリカルなのはA's PORTABLE -THE GEARS OF DESTINY-（リニス）
- ルーンファクトリー オーシャンズ（オデット）
- ONE PIECE ギガントバトル! 2 新世界（マーガレット）

2012年
- 英雄伝説 零の軌跡 Evolution（ノエル・シーカー）
- 機動戦士ガンダム オンライン（ユウキ）
- 12時の鐘とシンデレラ〜Halloween Wedding〜（エリーゼ＝スカーレット）
- 24時の鐘とシンデレラ〜Halloween Wedding〜（エリーゼ＝スカーレット）
- ソウルキャリバーV（ティラ）
- テイルズ オブ ザ ヒーローズ ツインブレイヴ（クロエ・ヴァレンス）
- .hack//Versus（ブラックローズ）
- NEWラブプラス（蝶野ゆかり）
- NINJA GAIDEN 3（ラブレス）
- PROJECT X ZONE（ブラックローズ、イムカ）

2013年
- カオス ヒーローズ オンライン（ライデン）
- 神次元ゲイム ネプテューヌV（サイバーコネクトツーちゃん）※ダウンロードコンテンツで登場
- 境界線上のホライゾン PORTABLE（江良・房栄）
- 下天の華（お糸）
- The Last of Us（マリア）
- 真・三國無双7（張春華）
- 真・三國無双7 猛将伝（張春華）
- 世界名作童話 親子で読めるゲーム絵本（雪娘）
- 超次次元ゲイム ネプテューヌRe;Birth1（サイバーコネクトツーちゃん）
- ドラゴンボールヒーローズ（2013年 - 、人造人間アバター〈エリートタイプ〉、ヘレス） - 4作品
- 討鬼伝（桜花）

2014年
- 神次次元ゲイム ネプテューヌRe;Birth3 V CENTURY（サイバーコネクトツーちゃん）
- クイズマジックアカデミー 天の学舎（シャロン）
- 三国志パズル大戦（王元姫）
- 真・三國無双7 Empires（張春華）
- 超次次元ゲイム ネプテューヌRe;Birth2 SISTERS GENERATION（サイバーコネクトツーちゃん）
- 討鬼伝 極（桜花）
- ペルソナ4 ジ・アルティマックス ウルトラスープレックスホールド（斉川菊乃）
- 魔法少女大戦 ZANBATSU（或辺とぴこ）

2015年
- 英雄伝説 碧の軌跡 Evolution（ノエル・シーカー）
- クイズマジックアカデミー 暁の鐘（シャロン）
- けものフレンズ（トムソンガゼル、他）
- Go!プリンセスプリキュア シュガー王国と6人のプリンセス!（海藤みなみ / キュアマーメイド）
- ドラゴンボール ゼノバース（タイムパトローラー）
- デジモンストーリー サイバースルゥース（伊達真希子）
- フォルティシア SEGA×LINE
- 閃乱カグラ ESTIVAL VERSUS -少女達の選択-（孫策）※有料DLC追加

2016年
- 英雄伝説 暁の軌跡（ノエル・シーカー）
- ELCHRONICA（アビ）
- クイズマジックアカデミー トーキョーグリモワール（シャロン）
- スーパーロボット大戦OG ムーン・デュエラーズ（カルヴィナ・クーランジュ）
- チェインクロニクル（イムカ）
- テイルズ オブ アスタリア（クロエ・ヴァレンス）
- ドラゴンボール ゼノバース2（タイムパトローラー）

2017年
- 遥かなる異郷グランヴィリア（ディアドラ）
- 拡張少女系トライナリー（東雲真幌）
- クイズマジックアカデミー THE WORLD EVOLVE（シャロン/グリム・シャロン）
- プリキュア つながるぱずるん（海藤みなみ / キュアマーメイド）
- 無双☆スターズ（桜花）
- 閃乱カグラ PEACH BEACH SPLASH（孫策伯符）
- 咲-Saki- 全国編Plus（藤田靖子）

2018年
- クイズマジックアカデミー ロストファンタリウム（シャロン）
- クイズマジックアカデミー MAXIVCORD（シャロン / グリム・シャロン）
- ソウルキャリバーVI（ティラ）
- テイルズ オブ ザ レイズ（クロエ・ヴァレンス）
- 放置少女〜百花繚乱の萌姫たち〜（孫策伯符）

2019年
- キングダム ハーツIII（ゴー・ゴー）
- スーパードラゴンボールヒーローズ ワールドミッション（ヘレス、人造人間エリートタイプ）
- クイズマジックアカデミー 軌跡の交叉 -Xross Voyage-（シャロン / グリム・シャロン）
- ドラえもん のび太の牧場物語（シーフィー）
- ガンダムネットワーク大戦（ユウキ・ナカサト）
- ライザのアトリエ 〜常闇の女王と秘密の隠れ家〜（アガーテ・ハーマン）
- かくりよの門 -朧-（アカザ）
- ブレイドエクスロード（リリー・マター）

2020年
- シノビマスター 閃乱カグラ NEW LINK（孫策）
- The Last of Us Part II（マリア）
- 英雄伝説 創の軌跡（ノエル・シーカー）
- Go!Go!5次元GAME ネプテューヌ re★Verse（サイバーコネクトツーちゃん）

2021年
- グランブルーファンタジー（ウカノミタマ）

2022年
- Gungrave G.O.R.E（チェニ・クォーツ・エンジェル）

2023年
- ライザのアトリエ3 〜終わりの錬金術士と秘密の鍵〜（アガーテ・ハーマン）

2024年
- Wizardry Variants Daphne

### パチスロ・パチンコ
2000年代
- 快盗天使ツインエンジェル（2006年、さつき / ドジっ娘）
- パチスロ一騎当千 Dragon Destiny（2008年、孫策伯符）
- 快盗天使ツインエンジェル2（2009年、さつき / ドジっ娘）
- パチスロ一騎当千2 Brilliant Battle（2009年、孫策伯符）
- CR新大江戸日記〜月夜に咲く華〜（2009年、いちご）

2010年代
- CR一騎当千 Survival Soldier（2010年孫策伯符）
- CR龍玉八犬伝（2012年、犬村レンゲ）
- CRモモキュンソード〜星と黄金の太刀〜（2014年、皇天女）
- CRモモキュンソード3（2016年、皇天女）

### ドラマCD
2000年
- KiraKira☆メロディ学園 ドラマCD 1（牧村碧）
- KiraKira☆メロディ学園 ドラマCD第一部完結編（発売年月日不明、牧村碧）
- 伝心 まもって守護月天! ドラマCD 第4巻（客B）
- よろず屋東海道本舗（安西いずみ）

2001年
- 低俗霊DAYDREAM 第1 - 3章（椚アイ）

2002年
- BUDDY♥PARTY!（クイン・ミジョウ / 箕条久韻）
- 風姫外伝 花鎮めの風（ちはや）
- ワイルドアームズ アドバンスド3rd オリジナルドラマ（ヴァージニア・マックスウェル）

2003年
- 王子さまLV1.5 BLUE DISC（シェリル・アーヴィング）
- エイケン 課外授業 / 萌える音楽室（御園霧香）
- 想い出にかわる君 〜Memories Off〜（児玉響）
- ぱじゃまドラマCD〜パティシエなにゃんこ＆Please teach!My Angel〜（大原麻里絵）
- カオス レギオン（ノヴィア・エルダーシャ）
- スパイラル 〜推理の絆〜 それさえも貴き日々で（結崎ひよの）
- D・N・ANGEL（原田梨紗）
- ナデシコクラブ（木本玲央）
- まほらば 旅だ、事件だ、まほらばだ!!（茶ノ畑珠実）
- ラブ&トラスト（埴生メグミ）

2004年
- うた∽かた 鎌倉女子学園 SOUND MEMORY（黒城舞夏）
- 機工魔術士-enchanter-（ユウカナリア）
- 甘い罪の果実（栗原智佳）
- お姉ちゃんの3乗（春崎立夏）
- おねがい☆ツインズ 外伝ドラマアナザーストーリー おねがい☆フレンズ（佐川秋那）
- キーリ（占いの少女）
- ぎゃるかん（前島香織）
- グレイ・ゾーン（南響子）
- これが私の御主人様（沢渡いずみ）
- 灼眼のシャナ（ニーナ）
- ながされて藍蘭島（まち）
- 光と水のダフネ ネレイスファミリー劇場（グロリア）
- PINKY:SHOW TIME（PK002 スゥ）
- Memories Off 想い出のパルティータ（児玉響）

2005年
- 親指からロマンス（阿部夏江）
- スターシップ・オペレーターズ スペシャルCD LIVE IN Southern Cross Hall（秋里ミユリ）
- ゾンビ屋れい子（雨野良香）
- decade 〜Yukiru Sugisaki 10th Anniversary〜（原田梨紗）
- テイルズ オブ レジェンディア オリジナルサウンドトラック（クロエ・ヴァレンス）
- ボーダー・ラインI（南響子）
- 封殺鬼IV 〜邪神は嗤う〜（当麻由加里）
- 魔法少女リリカルなのは サウンドステージ02（リニス）
- まほらば〜Heartful days 「脇役天国・・・かも」（桃乃恵）
- らき☆すた（黒井ななこ）
- LOVELESS ドラマCD 第2巻 FACELESS（黒谷紅葉）

2006年
- ドラマCD 乙女はお姉さまに恋してる シーズン01 - 04（2006年 - 2007年、御門まりや）
- 天然女子高物語 ドラマCD feat.Aice5（阿佐ヶ谷小梅）
- かしまし 〜ガール・ミーツ・ガール〜（摩利あゆき）
- ガンパレード・オーケストラ 白の章（横山亜美）
- SAMURAI DEEPER KYO 陰陽殿への扉編（由利鎌之助）
- ZOMBIE-LOAN〜ゾンビローン 新章（宵町暦）
- テイルズ オブ レジェンディア 〜voice of character quest〜（クロエ・ヴァレンス）
- 召喚士マリア 出会いには花束を、小さき恋に別れの涙を。（マリア）
- REC 第2巻（北囲湊）

2007年
- 鋼殻のレギオス（リーリン・マーフェス）
- S・A（華園光）
- 大正野球娘。 乙女たちのハイキング（石垣環）
- Sketch Book Stories 〜前夜祭〜（田辺涼）
- チェックメイト（子来佑祈）
- webラジ voice theater ときめきメモリアル Only Love EXTRA STORY〜ときめきの雪〜（保科直美）
- ハヤテのごとく! ドラマCD1 綾崎ハーマイオニーと秘密の課外授業（朝風理沙）
- ハヤテのごとく! ドラマCD 轟轟生徒会タンケンジャーVS恐怖のドンペリ怪人ユキジン（朝風理沙）
- B型H系（山田）

2008年
- お姉ちゃんに命令されて眠れないCD（緒方いづみ）
- 絶対可憐チルドレン ドラマCD EPS.1st〜和気藹々! 愛と平和が地球を救う!〜（柏木朧）
- でぃあーず せかいのものがたり 〜赤の本〜（第四話『眠りの森の美女』朗読担当）
- ドラマCD Radioドラマ QMA!!（シャロン）
- ハヤテのごとく! ドラマCD2 疾走!白皇学院バスツアーとマリアさんの独り言（朝風理沙）
- ハヤテのごとく! 白皇学院校内放送CD 1、2（2008年 - 2009年、朝風理沙）

2009年
- 殺し屋さん（弟子さん）
- 純愛特攻隊長!（遊佐千笑）
- beatmania IIDX spin-off drama ROOTS26S[suite] vol.1 - 3（ナイア）
- ペルソナ3 New Moon（斉川菊乃）
- ペルソナ3 Full Moon（斉川菊乃）

2010年
- アクエリアンエイジ 望刻の塔・スペシャルBOX同梱ドラマCD（相楽香津貴）
- アルトネリコ3 世界終焉の引鉄は少女の詩が弾く side.フィンネル〜After story〜（シュクレ）
- アルトネリコヒュムノス ミュージカル〜ココナ〜（シュクレ）
- 乙女はお姉さまに恋してる エピローグCD VOL.1〜卒業旅行に行きましょう〜（御門まりや）
- 今日の早川さん（帆掛舟）
- モノクロ少年少女（蝶々）

2011年
- THE BEST: TALES OF THE WORLD RADIANT MYTHOLOGY Plus（クロエ・ヴァレンス）
- beatmania IIDX spin-off drama ROOTS26S[suite] vol.4、5（ナイア、ネイア）※2011年 - 2012年
- ブーランジェの恋人（ヒロ）

2012年
- キューティクル探偵因幡（荻野若葉）

2013年
- PSYCHO-PASS サイコパス/ゼロ 名前のない怪物 上巻（青柳璃彩）

2015年
- 魔法少女リリカルなのはINNOCENT サウンドステージ01（リニス・ランスター）
- 落ちてきた龍王と滅びゆく魔女の国（アイス・アイシュリア・ハインドラ）

2017年
- アキバズタイムトリップ〜時をかけるタモツ〜（万世架ふかめ）

### ラジオドラマ
- 青山二丁目劇場
- 『亡国のイージス』アナザーストーリー 水平線の光の中、また逢えたら ジョンヒ〜静かなる姫〜（ジョンヒ、2005年、TOKYO FM）
- Radioドラマ QMA!!（シャロン）
- 『まいにちイタリア語』（トスカ、2010年、NHKラジオ第2放送）
- イズモノキセキ（ココロ先生、幸絵、2012年、NHKラジオ第1放送）
- NHK-FMラジオドラマ 青春アドベンチャー『二分間の冒険』（知佐子）
- ラジオドラマ「花の慶次〜雲のかなたに〜」“琉球の章”（春麗、2013年）

### 吹き替え

#### 映画
未分類
- ルビー&カンタン
- ワニ&ジュナ〜揺れる思い〜
- 新 酔拳〜黎明之章〜 前編・後編（李湘園）
- 新 酔拳〜諜略之章〜 前編・後編
- タワー・オブ・タイタンズ 完全版
- ホステル
- リザレクション

2004年
- ドラゴン・ブレード（インリン）
- 忍者（シウリン）

2005年
- dot.（フィオーナ）
- ロード・オブ・ドッグタウン（キャシー）

2006年
- インビジブル2（アシュリー）
- 美しき運命の傷痕（ジョセフィーヌ）
- 鬘（ジヒョン〈子供時代〉）
- カウベルズ パパのビジネスを救え!（テイラー）
- 君とボクの虹色の世界（ヘザー）
- ゲド〜戦いのはじまり〜（テナー〈クリスティン・クルック〉）
- 秘密のミラクル・マジシャン（アリソン・ミラー〈アリソン・ミシェルカ〉）
- 私の頭の中の消しゴム フジテレビ版吹き替え（チョンウン）

2007年
- グリード 2006年公開、シーモン・X・ロスト監督版（ザラ）
- ゾディアック 2005年公開、アレクサンダー・バークレー監督版（ボビー、パツィー）
- パーフェクト・ストレンジャー（ベサニー）
- ブギーマン2 憑依（ローラ）
- ぼくとロッタの大逆転（メリッサ）
- モテる男のコロし方

2008年
- チャイルド・マスター（アンジェリーナ）

2009年
- ほぼ300〈スリーハンドレッド〉

2010年
- 私の中のあなた（ケイト・フィッツジェラルド〈ソフィア・ヴァジリーヴァ〉）

2011年
- ジェーン・エア
- デスドール（メアリー）

2012年
- ほぼほぼパラノーマル（ブレア）
- ミスター・サンタを探して（ジェニファー）

2013年
- ファインド・アウト（ジル〈アマンダ・セイフライド〉）

2015年
- カリフォルニア・ダウン（ブレイク〈アレクサンドラ・ダダリオ〉）
- ベストマン -シャイな花婿と壮大なる悪夢の2週間-（グレッチェン〈ケイリー・クオコ〉）
- リターンド・ソルジャー 正義執行人（レナ）

2017年
- 海底47m（リサ〈マンディ・ムーア〉）
- パイレーツ・オブ・カリビアン/最後の海賊（シャンサ〈ゴルシフテ・ファラハニ〉）

2019年
- X-MEN:ダーク・フェニックス（ヴーク〈ジェシカ・チャステイン〉）

2020年
- ブラッドショット（KT〈エイザ・ゴンザレス〉）

2021年
- ピーターラビット2/バーナバスの誘惑（ミトン）
- モールおじさんとチョコレート工場（フリッツ〈マクスウェル・メア〉）

2022年
- Coda コーダ あいのうた（ガーティー〈エイミー・フォーサイス〉）

2023年
- M3GAN/ミーガン（ジェマ〈アリソン・ウィリアムズ〉）

#### ドラマ
2006年
- コールドケース2（カーラ・ディエット #5）
- 恋するアンカーウーマン（ブランカ）
- 神鵰侠侶（程英）
- 22世紀ファミリー 〜フィルにおまかせ〜（キーリー）
- ミディアム 霊能者アリソン・デュボア（アリエル・デュボア〈ソフィア・ヴァジリーヴァ〉）

2007年
- WITHOUT A TRACE/FBI 失踪者を追え!3（マディ #11）
- コールドケース3（ケイト・ラング #20）
- スーパーナチュラル（サミー #9）
- スーパーナチュラル2（マギー #11）
- ミディアム2 霊能者アリソン・デュボア（アリエル・デュボア〈ソフィア・ヴァジリーヴァ〉）

2008年
- ミディアム3 霊能者アリソン・デュボア（アリエル・デュボア〈ソフィア・ヴァジリーヴァ〉）

2009年
- プライベート・プラクティス 迷えるオトナたち（テス #6）
- ミディアム4 霊能者アリソン・デュボア（アリエル・デュボア〈ソフィア・ヴァジリーヴァ〉）

2010年
- 恋のからさわぎ（キャット）
- ミディアム5 霊能者アリソン・デュボア（アリエル・デュボア〈ソフィア・ヴァジリーヴァ〉）

2011年
- いばらの鳥（ソ・ジョンウン〈ハン・ヘジン〉）
- お嬢さまをお願い!（カン・ヘナ〈ユン・ウネ〉）
- プライベート・プラクティス3（ルシア #20）
- ミディアム6 霊能者アリソン・デュボア（アリエル・デュボア〈ソフィア・ヴァジリーヴァ〉）

2012年
- iCarly（キャット・バレンタイン〈アリアナ・グランデ〉）
- TOUCH/タッチ
- ミディアム7 最終章 霊能者アリソン・デュボア（アリエル・デュボア〈ソフィア・ヴァジリーヴァ〉）

2014年
- 凍てつく楽園〜死者は静かな浜辺に〜（カリーナ）
- ねじれた疑惑（ジョー・マスターソン〈マディー・ハッソン〉）

2015年
- アンダーカバー・ボス 社長潜入調査5（ドリュー）
- エクスタント（ジュリー・ジェリノー〈グレイス・ガマー〉）
- 殺人を無罪にする方法（ローレル・カスティージョ〈カーラ・ソウザ〉）
- バトル・クリーク 格差警察署（ホリー・デイル〈オーブリー・ダラー〉）

2017年
- ゲームシェイカーズ（トリップ）
- シグナル/時空を超えた捜査線 （レイミー・サリヴァン〈ペイトン・リスト〉）

2018年
- ブラインドスポット3 タトゥーの女（ブレイク・クロフォード〈トリ・アンダーソン〉）
- ベイツ・モーテル（マデリン・ルーミス）

2019年
- ロック・アップ/スペイン 女子刑務所（マカレナ〈マギー・シバントス〉）
- キリング・イヴ/Killing Eve（ゴースト #205、206）

2020年
- THE FLASH/フラッシュ シーズン6（エヴァ）

2021年
- ディスカバリー・オブ・ウィッチズ（ジリアン・チェンバレン〈ルイーズ・ブリーリー〉）

2022年
- マーダーズ・イン・ビルディング

2025年
- デアデビル: ボーン・アゲイン（ヘザー・グレン〈マルガリータ・レヴィエヴァ〉）

#### アニメ
- アンデルセン・ストーリーズ 22話（2005年、ヘーゼル姫）
- ベイマックス（2014年、ゴーゴー・トマゴ[142]）
- 雪の女王（2014年、ゲルダ）
- RWBY（2015年、グリンダ・グッドウィッチ[143]）
- ベイマックス ザ・シリーズ（2017年、ゴー・ゴー・トマゴ）
- みんなあつまれ!ワンダーパーク（2019年、グレタ）

#### テレビ番組
- ジェイミー・オリヴァーの給食革命!（2006年、ロバート）

### デジタルコミック
- VOMIC
  - べしゃり暮らし（2008年、土屋奈々）
  - 霊能力者 小田霧響子の嘘（2008年、小田霧響子）
  - 暗殺教室（2013年、イリーナ・イェラビッチ）

### ラジオ
※はインターネット配信。
2000年代
- ますみんのとげぬきラジオ（2001年、KZI-FM※）
- 声優Wave内インターネットラジオ「スタジオI'mへようこそ」（2001年 - 2002年）
- RadioB（2002年、文化放送）
- .hack//Radio 綾子・真澄のすみすみナイト（2002年 - 2003年、文化放送）
- ぽぽらじ（2003年：ラジオ大阪・TBSラジオ、2004年：BEAT☆Net Radio!※）
- 浅野真澄のスパラジ!（2003年、BSQR489※）
- 松風雅也、浅野真澄の電撃大賞（2003年 - 2004年、文化放送）
- 浅野真澄・鷲崎健のスパラジ!（2004年、BSQR489※）
- 低俗霊DAYDREAM 深小姫のMIDNIGHT DREAM（2004年、ラジオ大阪・BEAT☆Net Radio!※）
- うた∽かた 夏・メモリー（2004年 - 2005年、ラジオ大阪・TBSラジオ・BEAT☆Net Radio!※）
- A&G 超RADIO SHOW〜アニスパ!〜（2004年 - 2015年、文化放送）
- Solty Reidio（2005年 - 2006年、音泉※・ランティスウェブラジオ※）
- 真澄・良子のかしましらじおPC（2005年 - 2006年、バンダイビジュアルPodcast※）
- ほっちゃん ますみんのめろメロラジオ 〜まほ・ぱに番外編〜（2005年 - 2006年、パケットラジオ※）
- Aice5 In Wonder RADIO（2006年 - 2007年、スタチャインターネットラジオ※）
- 一騎当千DDR〜Dragon Destiny Radio〜→一騎当千GGR〜Great Guardians Radio〜（2006年 - 2008年→2008年 - 2009年、メディファクラジオ※）
- モーソーワーク（2007年、アニスタ.TV※・メディファクラジオ※）
- 昌也・真澄のバクバクON AIR!（2007年 - 2009年、S-ラジ※）
- シゴフミ ㊙日報（2008年、BEAT☆Net Radio!※）
- Radio QMA!!（2008年、KONAMI STATION※・音泉※）
- ガンガンラジオ（2009年、ラジオ関西）
- 一騎当千 XTREME XECUTOR RADIO（2009年 - 2010年、HiBiKi Radio Station※）

2010年代
- 怒髪天 増子直純のロックな労働相談室（2012年度アシスタント、NHKラジオ第1）
- 浅野真澄 生天目仁美のHiBiKi当千（2011年 - 2016年、HiBiKi Radio Station※）
- 桃キュンRADIO〜お供して下さい〜→モモキュンRADIO〜引き続きお供して下さい〜（2012年 - 2013年、音泉※）
- 戦場のラジキュリア（2013年 - 2015年、音泉※）
- 浅野真澄×山田真哉の週刊マネーランド（2015年 - 2019年、文化放送）
- みらいブンカ village「堀江由衣×浅野真澄の#とれとれ」（2019年 -  2024年、文化放送）

2020年代
- 浅野真澄・堀江由衣のHappy Birthday わたしたち（2024年 - 、音泉※）

#### ラジオCD
- DJCD「WEB RADIO おとボク 聖應女学院放送局」Vol.?（2007年?）
- シゴフミ マル秘日報 CD 一、二通目（2008年）
- ラジオCD Radio QMA!!（2008年）
- 一騎当千DDR〜Dragon Destiny Radio〜（2008年）
- 一騎当千GGR〜アニメージュ特別編〜（2008年、「アニメージュ」2008年7月号の付録CD）
- 一騎当千GGR〜Great Guardians Radio〜（2009年）
- 一騎当千 XTREME XECUTOR RADIO ラジオCD vol.1、2（2010年 - 2011年）
- ラジオCD「戦場のラジキュリア」Vol.1（2013年）
- 浅野真澄 生天目仁美のHiBiKi当千 生娘ちゃんカルタ（2014年）
- ラジオCD「GDF広報室提供 MJPザンネンラジオ」Vol.3（2014年）
- 浅野真澄と生天目仁美の恋愛指南書?、??

### CM
- ダンロップ ROAD TO YOU〜君へと続く道〜（2017年、ケイ[146]）
- シトロエン（2019年）
- 東京ドームシティアトラクションズ（2020年）

### ナレーション
- あしたをつかめ 平成若者仕事図鑑（2011年4月14日 - 2012年3月29日、NHK教育）
- NHK高校講座「科学と人間生活」（2012年4月16日 - 2014年、NHK Eテレ）
- フェイス（2013年3月8日、NHK広島）
- 飛び出せ！MY MO SEOUL（2013年4月‐2014年3月3日、TOKYO MX）
- 市川海老蔵 超人空海を語る（2016年3月26日、BSフジ）
- クローズアップ現代+（2016年4月4日 - 2022年3月17日[147]、NHK総合）
- パンサーの「競輪、はじめました。」（2016年4月 - 2017年3月、BS日テレ）
- BS1スペシャル「誕生！クライミング世界王者〜楢﨑智亜20歳の挑戦〜」（2016年10月22日、NHK BS1）
- YTSスペシャル「やまがた百景 絶景」
- 大人のワイドショー2（2017年7月29日、日本テレビ）
- 桑田佳祐とガラクタ〜ソロ30年目の衝動〜（2017年9月23日、WOWOW）
- 野々村真・俊恵 夫婦ホレなおしツアー（2017年10月9日、広島テレビ）
- さんま・玉緒のお年玉あんたの夢をかなえたろかスペシャル（2018年1月8日、TBS）
- NHKスペシャル日本の諜報スクープ最高機密ファイル（2018年5月19日、NHK総合）
- モニストワール-自分史クライマックス劇場-（2018年5月31日、BS朝日）
- パンサー&岡井千聖の熱狂LIVE!（2018年7月16日、BS日テレ）
- 目指せ！ケンコウ芸人（2018年9月4日、テレビ朝日）
- EQリーグ〜芸能人eスポーツクイーン決定戦〜（2018年、TOKYO MX）
- 月刊プロ野球!さまぁ〜ずスタジアム（2018年11月14日、BS日テレ）
- PARA☆DO!〜その先の自分（ヒーロー）へ〜（2019年3月26日、フジテレビ）
- 太川蛭子の旅バラ（テレビ東京）
  - 蛭子能収のひとりで行けるかな?（2019年4月25日）
- 坂上忍の勝たせてあげたいTV 夏SP（2019年8月16日）
- 家のモノ全部出して!?3日でお家ダイエット（2019年8月20日、テレビ東京）
- NHKスペシャル「NBAプレーヤー 八村塁〜"世界最高峰"への軌跡〜」（2019年10月27日、NHK総合）
- その日、人生が変わった〜サッカーがくれた未来〜（2019年12月15日、テレビ東京）
- 最強スポーツ統一戦2019（2019年12月30日、フジテレビ）
- 燐舞曲はじめます。（2020年2月23日 - 、スペースシャワーTV）
- BS-TBS開局20周年記念番組「パラスポーツが世界を変える〜2020から未来へ〜」（2020年3月13日、BS-TBS）
- キッズステーション番宣予告・各種告知ナレーション担当
- アニマックス（2021年4月のおすすめのみ。）
- Nスタ（2021年3月29日 - 、TBS、月曜・火曜担当[148]）
- タタムなんてもったいない!（2021年10月3日 - 、BSテレ東）
- ポップUP!（フジテレビ）
- 歩道・車道バラエティ 道との遭遇（2022年4月5日 - 、CBCテレビ）

### テレビ番組
- モンスターハンター フロンティア オンライン「ガールズ★フロンティア」（2010年、カプコン※）
- テンキャラグランプリ＠ニコ生大放送（2011年7月14日 - 2012年3月31日、ニコニコ生放送※）
- 浅野先生とナース鹿野のぶっちゃけホスピタル（2011年8月14日 - 2012年5月20日、Pigoo HD・エンタ!371）
- Let's天才てれびくん（2014年 - 2015年、声：にんまる）※不定期
- 「吉田尚記のdアニメストアでナイト」（2015年4月30日 - 6月25日、ニコニコ生放送※、吉田尚記のdアニメストアでナイトチャンネル※、アシスタント）
- 七人のコント侍（2016年4月1日 - 8月、NHK BSプレミアム、声：案内役キャラクター）

### 映像商品
- メモオフ・セカンドコンサート コンプリートDVD（2003年3月28日）
- ストライクウィッチーズ みんながいるからできること! bis（2010年8月27日）
- DVD『マイティレディ ニューエピソード』
- DVD『浅野先生とナース鹿野のぶっちゃけホスピタル』 File.1、File.2 （2012年）
- 『劇場版 BLOOD-C The Last Dark』完全生産限定版Blu-ray&DVD（2013年、特典DVD「BLOOD-“C”arnival」ダイジェスト映像を収録）
- テイルズ オブ フェスティバル 2018（2018年12月14日）

### その他コンテンツ
- ゆりかもめ東京臨海新交通臨海線・新橋駅構内音声案内装置（2006年、ゆりかもめ）
- ネオロマンス♥ゲームノベル ラブφサミット（シンシア・美月・ウィンストン、2009年、コーエー）
- 美声時計（2010年、株式会社美人時計）
- 朗読エンタテインメント「キキコトバ」（金子ゆき、2010年、イーエス・エンターテインメント）
- 週刊トロ・ステーション第42号「二足のわらじを上手に履きたい!」（2010年、ビサイド / ソニー・コンピュータエンタテインメント、あさのますみ名義でゲスト出演）
- 妄想劇「腐思議の国のアリス」（ハートの女王、2012年、あにキャラSTYLE）
- 声優モーニングコール（2012年、株式会社レゾリューション）
- 恋するめざまし（西園寺ひなた、2012年、リクルート メディアテクノロジーラボ）
- Go!プリンセスプリキュア ミュージカルショー プリンセスランドをすくえ!（海藤みなみ / キュアマーメイド、2015年）
- Go!プリンセスプリキュア アクションステージ（海藤みなみ / キュアマーメイド、2015年）
- ディズニー・オン・アイス（ブルーフェアリー、2025年）

## ディスコグラフィ

### アルバム
|      | 発売日         | タイトル  | 規格品番   |
| ---- | -------------- | --------- | ---------- |
| ミニ | 2003年10月22日 | nostalgia | KICA-613   |
| 1st  | 2005年8月24日  | happyend  | COCX-33238 |

### 映像作品
|     | 発売日        | タイトル | 規格品番  |
| --- | ------------- | -------- | --------- |
| 1st | 2005年8月24日 | doridori | COBC-4424 |

### キャラクターソング
| 発売日   | 商品名 | 歌 | 楽曲 | 備考                                                                               |
| 2002年   | 2002年 | 2002年 | 2002年                                                                                                  | 2002年                                                                             |
| -------- | --- | --- | --- | ---------------------------------------------------------------------------------- |
| 2月22日  | ちっちゃな雪使いシュガー magical stage.2                                                                             | シュガー（川上とも子）、サガ（浅野真澄） | 「ハッピージンクス」                                                                                    | テレビアニメ『ちっちゃな雪使いシュガー』関連曲                                     |
| 3月22日  | ちっちゃな雪使いシュガー music note.2                                                                                | サガ（浅野真澄） | 「こころのピアノ」                                                                                      | テレビアニメ『ちっちゃな雪使いシュガー』特別編エンディングテーマ                   |
| 10月23日 | 機動戦士ガンダム戦記 Lost War Chronicles オリジナルサウンドトラック                                                  | ガンダムガールズ | 「TRUST YOURSELF」 「永遠のほとり〜LOVING TOGETHER〜 」                                                 | ゲーム『機動戦士ガンダム戦記 Lost War Chronicles』関連曲                           |
| 2003年   | | | |                                                                                    |
| 3月26日  | エイケン 萌える音楽室                                                                                                | 御園霧香（浅野真澄） | 「Happiness」                                                                                           | ラジオドラマ『エイケン』関連曲                                                     |
| 6月27日  | ぽぽらじのうた | あい（大原さやか）、まい（浅野真澄）、みい（桃井はるこ） | 「ぽぽらじのうた」                                                                                      | ラジオ『ぽぽらじ』オープニングテーマ                                               |
| 8月6日   | 想い出にかわる君 メモリーコレクションVol.7 児玉響                                                                    | 児玉響（浅野真澄） | 「Knocking on the wish」                                                                                | ゲーム『想い出にかわる君 〜Memories Off〜』関連曲                                  |
| 10月22日 | D・N・ANGEL Vocal Collection                                                                                         | 原田梨紅（中山さら）、原田梨紗（浅野真澄） | 「ふたつの願い（Full Version）」                                                                        | テレビアニメ『D・N・ANGEL』関連曲                                                  |
| 11月6日  | ぽぽたん ヴォーカルミニアルバム〜It's A PoPoTime                                                                     | まい（浅野真澄） | 「Endless Trip」                                                                                        | テレビアニメ『ぽぽたん』関連曲                                                     |
| 12月26日 | 一騎当千 オリジナルサウンドトラック                                                                                  | 孫策伯符（浅野真澄） | 「FATE」                                                                                                | テレビアニメ『一騎当千』関連曲                                                     |
| 2004年   | | | |                                                                                    |
| 4月7日   | D.C.P.S. 〜ダ・カーポ〜 プラスシチュエーション キャラクターイメージソング1 D.C.P.S.C.S.1                             | 彩珠ななこ（浅野真澄） | 「ときめきエブリデイ」                                                                                  | ゲーム『D.C.P.S. 〜ダ・カーポ〜 プラスシチュエーション』関連曲                     |
| 5月26日  | シンフォニックレイン ボーカルアルバム「RAINBOW」                                                                     | ファルシータ・フォーセット（浅野真澄） | 「雨のmusique」 「メロディー」                                                                          | ゲーム『シンフォニック=レイン』関連曲                                              |
| 10月20日 | ゆめりあ ボーカル・コレクション                                                                                      | 吾妻みづき（浅野真澄） | 「いつもそばに」 「Friend」                                                                             | テレビアニメ『ゆめりあ』関連曲                                                     |
| 12月8日  | 彩 Trichromatic | オトメット | 「彩 Trichromatic」                                                                                     | テレビアニメ『流星戦隊ムスメット』オープニングテーマ                               |
| 2005年   | | | |                                                                                    |
| 1月13日  | 魔法少女リリカルなのは サウンドステージ02                                                                            | リニス・ランスター（浅野真澄） | 「優しい夢を見れるよう」                                                                                | テレビアニメ『魔法少女リリカルなのは』関連曲                                       |
| 3月24日  | まほらば Heatful days ボーカル＆ドラマアルバム「鳴滝荘へ、いらっしゃい」                                             | 桃乃恵（浅野真澄） | 「move on!」                                                                                            | テレビアニメ『まほらば』関連曲                                                     |
| 5月18日  | グローランサーIV オリジナル・キャラクターソング・アルバム                                                            | イライザ（浅野真澄） | 「Silent Dreamer」                                                                                      | ゲーム『グローランサーIV』関連曲                                                   |
| 6月10日  | これが私の御主人様 音楽篇                                                                                            | 沢渡いずみ（浅野真澄）、みつき（清水愛）、安奈（植田佳奈） | 「愛情のカタマリ」                                                                                      | テレビアニメ『これが私の御主人様』エンディングテーマ                               |
| 8月10日  | これが私の御主人様 CHARACTER ALBUM - 001 IZUMI                                                                       | 沢渡いずみ（浅野真澄） | 「ガンバローね！」 「愛情のカタマリ（いずみソロバージョン）」                                           | テレビアニメ『これが私の御主人様』関連曲                                           |
| 10月26日 | D.C.S.S. VOCAL ALBUM Vol.1                                                                                           | 彩珠ななこ（浅野真澄） | 「乙女の涙」                                                                                            | テレビアニメ『D.C.S.S. 〜ダ・カーポ セカンドシーズン〜』関連曲                     |
| 2006年   | | | |                                                                                    |
| 1月25日  | SoltyRei キャラクター&ラジオテーマCD 〜ソルティ×ローズ〜                                                             | ローズ（浅野真澄） | 「Happy Hopper」                                                                                        | Webラジオ『Solty Reidio』エンディングテーマ                                        |
| 4月5日   | Norte Amour | 摩利あゆき（浅野真澄） | 「追憶バタフライ」 「みちしるべ（TV size）あゆきバージョン」                                            | テレビアニメ『かしまし 〜ガール・ミーツ・ガール〜』関連曲                          |
| 4月26日  | 鍵姫物語 永久アリス輪舞曲 Character Song Collection                                                                  | リデル（浅野真澄） | 「愛と幻想の住み処」                                                                                    | テレビアニメ『鍵姫物語 永久アリス輪舞曲』関連曲                                    |
| 5月10日  | D.C.S.S. VOCAL ALBUM Vol.2                                                                                           | 彩珠ななこ（浅野真澄） | 「チビ鉛筆」                                                                                            | テレビアニメ『D.C.S.S. 〜ダ・カーポ セカンドシーズン〜』関連曲                     |
| 5月24日  | 女子高生 GIRL'S-HIGH キャラクターソング&ドラマ                                                                       | 鈴木由真（浅野真澄） | 「しょーがないなー」                                                                                    | テレビアニメ『女子高生 GIRL'S-HIGH』関連曲                                         |
| 7月26日  | 乙女はお姉さまに恋してる キャラクターソングシリーズ PART1 瑞穂・紫苑・まりや                                         | 御門まりや（浅野真澄） | 「初恋のまま…」                                                                                         | テレビアニメ『乙女はお姉さまに恋してる』関連曲                                     |
| 2007年   | | | |                                                                                    |
| 5月30日  | 一騎当千 Dragon Destiny キャラクターソング母娘ver「Get up!/娘へ」                                                    | 孫策伯符（浅野真澄） | 「Get up!」                                                                                             | テレビアニメ『一騎当千 Dragon Destiny』第12話エンディングテーマ                    |
| 2008年   | | | |                                                                                    |
| 1月25日  | 「ハヤテのごとく!」キャラクターCD10 白皇学院生徒会三人娘 starring 矢作紗友里&中尾衣里&浅野真澄                       | 白皇学院生徒会三人娘 | 「白皇学院生徒会不心得」 「「ごめん」で済むなら恋などしない」                                           | テレビアニメ『ハヤテのごとく!』関連曲                                              |
| 3月7日   | 「ハヤテのごとく!」ドラマCD2/疾走!白皇学院バスツアーとマリアさんの独り言                                             | 白皇学院生徒会三人娘 | 「轟轟生徒会タンケンジャー」                                                                            | テレビアニメ『ハヤテのごとく!』関連曲                                              |
| 7月31日  | Marron Vocal Collection                                                                                              | 春崎小鴨（望月久代）、春崎立夏（浅野真澄）、春崎いりあ（大谷育江） | 「キューブ de おねえちゃん」                                                                            | ドラマCD『お姉ちゃんの3乗』主題歌                                                  |
| 9月25日  | 絶対可憐チルドレン ドラマCD EPS.1st〜和気藹々!愛と平和が地球を救う!〜                                                | | 「」 | テレビアニメ『絶対可憐チルドレン』関連曲                                           |
| 2009年   | | | |                                                                                    |
| 1月21日  | 絶対可憐チルドレン キャラクターCD 8th session 柏木朧 starring 浅野真澄/ザ・ダブルフェイス starring 中尾衣里&佐藤利奈 | 柏木朧（浅野真澄） | 「プロフィールもnot解禁っ」                                                                             | テレビアニメ『絶対可憐チルドレン』関連曲                                           |
| 3月6日   | 「ハヤテのごとく!」キャラクターカバーCD 〜選曲:畑健二郎〜                                                            | 白皇学院生徒会三人娘 | 「My Heart言い出せない、Your Heart確かめたい」                                                          | テレビアニメ『ハヤテのごとく!』関連曲                                              |
| 6月10日  | 本日、満開ワタシ色!                                                                                                  | 桂ヒナギク（伊藤静） with 白皇学院生徒会三人娘（矢作紗友里&中尾衣里&浅野真澄） | 「本日、満開ワタシ色!」                                                                                 | テレビアニメ『ハヤテのごとく!』関連曲                                              |
| 6月24日  | ハヤテのごとく!! Live 2009 ヒナ祭り祭り!!                                                                            | 瀬川泉（矢作紗友里）、花菱美希（中尾衣里）、朝風理沙（浅野真澄） | 「白皇学院生徒会不心得」 「「ごめん」で済むなら恋などしない」                                           | テレビアニメ『ハヤテのごとく!』関連曲                                              |
| 8月26日  | 「ハヤテのごとく!!」キャラクターCD 2nd series 06 白皇学院生徒会三人娘 starring 矢作紗友里&中尾衣里&浅野真澄          | 瀬川泉（矢作紗友里）、花菱美希（中尾衣里）、朝風理沙（浅野真澄） | 「アイ・ラブ・ユーならシャウトして!」 「Princess is me」 「ピeeeeeeeeeeeeeス!〜ひつじの手もかりたい〜」 | テレビアニメ『ハヤテのごとく!』関連曲                                              |
| 2010年   | | | |                                                                                    |
| 3月17日  | private wing | 坂本美緒（千葉紗子）、竹井醇子（浅野真澄） | 「ブックマーク ア・ヘッド」                                                                             | ゲーム『ストライクウィッチーズ -蒼空の電撃戦 新隊長 奮闘する!-』エンディングテーマ |
| 7月28日  | 絶対可憐チルドレン ULTIMATE SONGS / 絶対可憐チルドレン STARRING COLLECTION -キャラクターソング集-                    | 柏木朧（浅野真澄） | 「プロフィールもnot解禁っ」                                                                             | テレビアニメ『絶対可憐チルドレン』関連曲                                           |
| 7月28日  | 絶対可憐チルドレン ULTIMATE SONGS / 絶対可憐チルドレン STARRING COLLECTION -キャラクターソング集-                    | 桐壺帝三（小杉十郎太）、柏木朧（浅野真澄） | 「シュ・ビ・ドゥ B.A.B.E.L.」                                                                           | テレビアニメ『絶対可憐チルドレン』関連曲                                           |
| 4月28日  | Endless Soul〜終わりなき戦士〜                                                                                       | 孫策伯符（浅野真澄）、馬超（遠藤綾） | 「Endless Soul〜終わりなき戦士〜」                                                                      | テレビアニメ『一騎当千 XTREME XECUTOR』エンディングテーマ                          |
| 2015年   | | | |                                                                                    |
| 3月11日  | イマココカラ | プリキュアオールスターズ | 「イマココカラ」                                                                                        | アニメ映画『映画 プリキュアオールスターズ 春のカーニバル♪』挿入歌                  |
| 7月15日  | Go!プリンセスプリキュア ボーカルアルバム1 つよく、やさしく、美しく。                                                 | キュアマーメイド（浅野真澄） | 「Heart Pearl」                                                                                         | テレビアニメ『Go!プリンセスプリキュア』関連曲                                      |
| 7月15日  | Go!プリンセスプリキュア ボーカルアルバム1 つよく、やさしく、美しく。                                                 | キュアフローラ（嶋村侑）、キュアマーメイド（浅野真澄）、キュアトゥインクル（山村響）、キュアスカーレット（沢城みゆき）                                                                                 | 「つよく、やさしく、美しく。」                                                                          | テレビアニメ『Go!プリンセスプリキュア』関連曲                                      |
| 10月7日  | 夢は未来への道 | キュアフローラ（嶋村侑）、キュアマーメイド（浅野真澄）、キュアトゥインクル（山村響）、キュアスカーレット（沢城みゆき）                                                                                 | 「プリンセスの条件」                                                                                    | テレビアニメ『Go!プリンセスプリキュア』挿入歌                                      |
| 11月11日 | Go!プリンセスプリキュア ボーカルアルバム2 〜For My Dream〜                                                           | キュアフローラ（嶋村侑）、キュアマーメイド（浅野真澄）、キュアトゥインクル（山村響）、キュアスカーレット（沢城みゆき）                                                                                 | 「プリンセスの条件」                                                                                    | テレビアニメ『Go!プリンセスプリキュア』挿入歌                                      |
| 11月11日 | Go!プリンセスプリキュア ボーカルアルバム2 〜For My Dream〜                                                           | 春野はるか（嶋村侑）、海藤みなみ（浅野真澄）、天ノ川きらら（山村響）、紅城トワ（沢城みゆき） | 「Joyful!プリキュアクリスマス」                                                                         | テレビアニメ『Go!プリンセスプリキュア』挿入歌                                      |
| 11月11日 | Go!プリンセスプリキュア ボーカルアルバム2 〜For My Dream〜                                                           | キュアマーメイド（浅野真澄） | 「Brave Ripple」                                                                                        | テレビアニメ『Go!プリンセスプリキュア』関連曲                                      |
| 2016年   | | | |                                                                                    |
| 3月16日  | 映画 プリキュアオールスターズ みんなで歌う♪奇跡の魔法! ミュージカルソングス                                          | 朝日奈みらい（高橋李依）、リコ（堀江由衣）、モフルン（齋藤彩夏）、春野はるか（嶋村侑）、海藤みなみ（浅野真澄）、天ノ川きらら（山村響）、紅城トワ（沢城みゆき）、パフ（東山奈央）、アロマ（古城門志帆） | 「あなたがいるから」                                                                                    | アニメ映画『映画 プリキュアオールスターズ みんなで歌う♪奇跡の魔法!』挿入歌         |
| 3月16日  | 映画 プリキュアオールスターズ みんなで歌う♪奇跡の魔法! ミュージカルソングス                                          | ソルシエール（新妻聖子）、プリキュアオールスターズ | 「魔女の子守唄〜歌は魔法」                                                                              | アニメ映画『映画 プリキュアオールスターズ みんなで歌う♪奇跡の魔法!』挿入歌         |
| 3月16日  | 映画 プリキュアオールスターズ みんなで歌う♪奇跡の魔法! ミュージカルソングス                                          | プリキュアオールスターズ | 「みんながいるから☆プリキュアオールスターズ」                                                           | アニメ映画『映画 プリキュアオールスターズ みんなで歌う♪奇跡の魔法!』主題歌         |
| 2019年   | | | |                                                                                    |
| 1月9日   | ワールドウィッチーズ 10th ANNIVERSARY 秘め歌コレクション特別版 Vol.4 扶桑皇国海軍篇                                  | 宮藤芳佳（福圓美里）、竹井醇子（浅野真澄）、雁淵孝美（末柄里恵） | 「Glow my heart」                                                                                       | 『ワールドウィッチーズ』関連曲                                                     |
| 6月19日  | フレンズビート！ | アリツカゲラ（浅野真澄） | 「アリツカゲラ不動産のテーマ」                                                                          | テレビアニメ『けものフレンズ2』関連曲                                              |

### その他参加楽曲
| 発売日         | 商品名                                                | 歌                                                        | 楽曲                               | 備考                                                             |
| -------------- | ----------------------------------------------------- | --------------------------------------------------------- | ---------------------------------- | ---------------------------------------------------------------- |
| 1999年9月17日  | 神様お願い                                            | Jeminy!Jeans Rice!                                        | 「神様お願い」 「ハ・レ・ル・ヤ」  | ラジオ『森久保祥太郎と福井裕佳梨のトテカンラジオ』               |
| 2001年5月9日   | KONOHANA:TrueReport サウンドコレクション              | 元KiraKira☆メロディ学園                                   | 「MOON」                           | ゲーム『KONOHANA:TrueReport』エンディングテーマ                  |
| 2003年12月17日 | 24時間あいしてる                                      | 浅野真澄                                                  | 「precious treasure」              | テレビアニメ『ゆめりあ』エンディングテーマ                       |
| 2004年3月20日  | USO800                                                | ポアロ、今井麻美、榎本温子、浅野真澄、菊池志穂、O.T.Queen | 「BALSE」 「愛・おぼえていますか」 |                                                                  |
| 2004年9月23日  | Memories Off 3.5 Sound Collection                     | 浅野真澄                                                  | 「Dry words,Dry maker」            | OVA『Memories Off 3.5 想い出の彼方へ』オープニングテーマ         |
| 2004年9月23日  | Memories Off 3.5 Sound Collection                     | 浅野真澄                                                  | 「Dry words,Dry maker」            | OVA『Memories Off 3.5 祈りの届く刻…』オープニングテーマ          |
| 2008年9月17日  | 一騎当千ベストソング・コレクション〜SONG & SOUL祭り〜 | 浅野真澄、生天目仁美                                      | 「夢ざかりのDays」                 | ラジオ『一騎当千GGR〜Great Guardians Radio〜』エンディングテーマ |

## 執筆・創作
浅野は本を多く読み、小学校1年から高校3年まで毎年、読書感想文で賞を取っていたことから童話作家や作詞家にあこがれ、大学生のときは雑誌記者を目指して就職活動をしていた。
2005年にエッセイ集『ひだまりゼリー』を発売。子供のころや家族のことなど、プライベートな話を綴った。同書のエピソード『おりがみ』が、上宮太子中学校入学試験問題に採用された。
絵本を多く読む中で童話執筆を思い立ち、初めての作品となる『ちいさなボタン、プッチ』を創作。2007年9月1日、小学館『おひさま』主催の第13回おひさま大賞において童話部門最優秀賞を獲得。その後絵本作家のきむらゆういちが顧問を務める、創作絵本の教室『ゆうゆう絵本講座』に約半年間通い、絵本のことを学んだ。受賞を機に、執筆・創作活動は「あさのますみ」名義でフリーで行っている。2012年から2020年3月までは作家として『らいとすたっふ』に所属していた。
2009年には角川の児童向け新レーベル角川つばさ文庫より、小説としての処女作となる『ウルは空色魔女 1 はじめての魔法クッキー』を出版。
また、2011年冬に漫画家の畑健二郎と同人サークルはじめまして。を立ち上げ、声優あるあるを題材にした四コマ同人誌『それが声優!』を制作。コミックマーケットで毎回新作を発表しており、2017年8月に発行された最終巻含め全12巻となっている。公式ブログでは毎週『それが声優!』の4コマ漫画の更新をしていた（ネーム原作担当）。
2018年12月、『まめざらちゃん』（絵・よしむらめぐ）で、第7回MOE創作絵本グランプリで大賞を受賞。
2020年3月には、2019年1月に自殺した友人についてのエッセイ『逝ってしまった君へ』を、配信サイト「note」で公開したところ、SNSなどで大きな反響を呼び、2020年6月には運営会社のnote株式会社が主催する「cakesクリエイターコンテスト2020」に入賞、これを受けて加筆修正を行った上で同社の配信メディア「cakes」での連載が決まっていた。しかし、cakesの他の掲載記事を巡る不祥事（note (企業)#事件・不祥事も参照）の影響を受け、連載に関して編集部の対応が二転三転した末に連載中止が決まったことから、12月に編集部の一連の対応をnoteで公表、話題を呼ぶこととなった。その後note社側とは和解、一方エッセイについては十数社に及ぶ出版社からのオファーを経て、最終的に小学館から単行本として2021年6月に出版されている。単行本発行の約1年後となる2022年5月には坂本真綾の朗読によるオーディオブックの配信が開始。坂本を起用した理由についてあさのは「私が読んでしまうと生々しくなってしまう」とともに、「真綾ちゃんは本が出たときに、自分で本を買って読んでくれて、心のこもった長いメッセージをくれた。そのことがすごく嬉しくて、この本を誰かに読んでもらうのであれば真綾ちゃんがいいと思っていた。読む際には悲しみを押し付けるような感じになってほしくなく、真綾ちゃんもそんな風に読むつもりはないと意見が一致していたから、あとは真綾ちゃんの感性を信頼してお願いした」と語っている。
作詞では前述の自身で歌うもののほか、提供も行っている。

### 作詞提供
- イヤホンズ
  - 「耳の中へ」- 山本奨作曲。2015年6月18日発売、アニメイト・ゲーマーズ限定販売CD、漫画『それが声優!』イメージソング、EVIL LINE RECORDS。
    - 「耳の中へ!!!」- 2020年7月22日発売、アルバム『Theory of evolution』収録曲。EVIL LINE RECORDS。

  - 「それが声優!」- 佐々倉有吾作曲。2015年7月22日発売、テレビアニメ『それが声優!』OP主題歌、EVIL LINE RECORDS。
    - 「それが声優! 2021」 - 2021年9月22日発売、コンセプトEP『identity』収録曲。EVIL LINE RECORDS。

  - 「280秒間世界一周 〜幸せのイヤホンを探して〜」 - 長谷川智樹作曲。2015年11月21日発売、アルバム『MIRACLE MYSTERY TOUR』収録曲。EVIL LINE RECORDS。
  - 「プロ根! 〜地獄の一丁目特訓! の巻〜」 - 横山克作曲。2015年11月21日発売、アルバム『MIRACLE MYSTERY TOUR』収録曲。EVIL LINE RECORDS。
  - 「応援歌!」 - 月蝕會議作曲。同人漫画作品『それが声優! 2017 FINAL 君に届くように』限定版特典CD収録曲。EVIL LINE RECORDS。
- Aice5
  - ふりふり（漢字表記）
  - Letter（Aice5共同作詞）
  - あなたのお口にAice5クリーム！（エンドウ.・Aice5共同作詞）
  - Partyしようよ！
- 堀江由衣
  - 「Little Honey Bee」 - アルバム『Darling』に収録。2008年1月30日、スターチャイルド。
  - 「JET!!」「スピカ」 - アルバム『HONEY JET!!』に収録。2009年7月15日、スターチャイルド。
  - 「秘密〜プロローグ〜」「秘密〜君を見てた〜」「秘密〜待ち合わせ〜」 - アルバム『秘密』に収録。2012年2月22日、スターチャイルド。
  - 「Stand Up!」 - アルバム『ワールドエンドの庭』に収録。スマートフォンゲーム『白猫プロジェクト』主題歌。2015年1月7日、スターチャイルド。
  - 「ヒーローじゃなくていい」 - アルバム『それが声優！E.P.スピンオフムービー主題歌集』に収録。テレビアニメ『それが声優!』劇中歌。2015年8月14日 - 16日、EVIL LINE RECORDS。
  - 「やさしき闇の詩」 - アイリス（堀江由衣）名義の配信限定楽曲。2017年4月1日配信開始。
  - 「この町の丘から」 - アルバム『文学少女の歌集』に収録。2019年7月10日発売、KING AMUSEMENT CREATIVE[158]。
  - 「スタートライン」 - アルバム『文学少女の歌集II -月とカエルと文学少女-』に収録。2022年3月23日発売、KING AMUSEMENT CREATIVE
- 中孝介
  - 「春」 - シングル「春」、アルバム「絆歌」に収録。2008年4月9日、エピックレコードジャパン。
  - 「あいのうた」 - アルバム「絆歌」に収録。2008年10月1日、エピックレコードジャパン。
  - 「Borderless sky」 - シングル「君ノカケラ feat 宮本笑里」に収録。2011年8月10日、エピックレコードジャパン。
- 相川七瀬
  - 「tAttoo」 - シングル「tAttoo」に収録。織田哲郎との共作。2009年11月11日、motorod（エイベックス・エンタテインメント）。
- ELISA
  - 「瞬き」「紙飛行機」 - アルバム「AS LIFE」に収録。2014年6月25日、SME Records。
- 釘宮理恵
  - 「この世はスパイラル!」 - アルバム『それが声優！E.P.スピンオフムービー主題歌集』に収録。テレビアニメ『それが声優!』劇中歌。2015年8月14日 - 16日、EVIL LINE RECORDS。
- 佐々木李子
  - 「ぼくはニャッパゲ」 - アルバム『ゆるくないうたコレクション〜ご当地キャラクター・ソングス〜』に収録。2013年11月6日、徳間ジャパンコミュニケーションズ。
- 池澤春菜
  - 「Boule a neige」- アルバム「ファンタムジカ」に収録。2012年7月4日発売。
- シャロ（内田真礼）
  - 「とびきりsummer time」 - シングル「ご注文はうさぎですか?? バースデイソングシリーズ04 シャロ（CV.内田真礼）」に収録。2019年7月15日発売、NBCユニバーサル・エンターテイメントジャパン[159]。

### 童話・小説・絵本
- 童話
  - 「はるって、どんなもの？」（「おひさま」15周年記念スペシャルよみきり。小学館『おひさま』2009年12月号掲載）
- 小説
  - ウルは空色魔女シリーズ（角川つばさ文庫、絵：椎名優）

  1. 「ウルは空色魔女(1) はじめての魔法（マジカル）クッキー」（2009年）ISBN 978-4-0463-1012-5
  2. 「ウルは空色魔女(2) なつやすみは魔法（マジカル）クレープ!」（2010年）ISBN 978-4-0463-1043-9
  3. 「ウルは空色魔女(3) 贈りものは魔法（マジカル）パフェ!」（2010年）ISBN 978-4-0463-1137-5

  - 「人気作家スペシャル短編集 もしも魔女になれたら!?」（アンソロジー、2011年、角川つばさ文庫）「魔法キャラメル」ISBN 978-4-0463-1157-3
  - 「明日町こんぺいとう商店街2：招きうさぎと六軒の物語」（アンソロジー、2014年、ポプラ文庫）「あったか弁当・おまち堂」ISBN 978-4-5911-3973-8
- 絵本
  - 「ぼくんちに、マツイヒデキ!?」（2009年、学研おはなし絵本、 絵：飯野和好、監修：広岡勲）全国学校図書館協議会選定図書認定。ISBN 978-4-0520-3052-9
  - 「ちいさなボタン、プッチ」（2010年、小学館、絵：荒井良二）第13回おひさま大賞童話部門最優秀賞、受賞作。全国学校図書館協議会選定図書認定。ISBN 978-4-0972-6417-0
  - 「おなかのなかの、なかのなか」（2012年、学研教育出版、絵：長谷川義史）ISBN 978-4-0520-3504-3
  - 「はるって、どんなもの?」（2015年、小学館、絵：荒井良二） ISBN 978-4-09-726584-9
  - 「トイレこちゃん」（2015年、ポプラ社、絵：有田奈央）第14回ピンポイント絵本コンペ入選 ISBN 978-4-591-14259-2
  - ゆかいなアニマルバスシリーズ（ポプラ社、第2作以降、企画・原案：クーリア、絵：こてらしほ）

  1.  「アニマルバスとパンやさん」（2018年） ISBN 978-4-591-15942-2
  2. 「アニマルバスとよるのもり」（2019年） ISBN 978-4-591-16345-0
  3. 「アニマルバスとたんじょうび」（2020年）ISBN 978-4-591-16722-9
  4. 「アニマルバスとくものうえ」（2021年）ISBN 978-4-591-17068-7
  5. 「アニマルバスともぐらバス」（2022年）ISBN 978-4-591-17451-7
  6. 「アニマルバスとほしまつり」（2023年）ISBN 978-4-591-17857-7

  - 「まめざらちゃん」（2019年、白泉社、絵：よしむらめぐ）第7回MOE創作絵本グランプリ受賞 ISBN 978-4-592-76253-9
  - 「ねがいごと」（2020年、学研プラス、絵：そのだえり）ISBN 978-4-05-205262-0
  - 「ヨルとよる」（2022年、教育画劇、絵：よしむらめぐ）ISBN 978-4-7746-2280-4
  - 「おおきなおさら」（2022年、PIE International、絵：イシヤマアズサ）ISBN 978-4-7562-5620-1

### エッセイ
- 『ひだまりゼリー』（2005年、ジャイブ、後に角川文庫〈2011年〉） ISBN 978-4-86176-203-1
- 『紡つむぐ Vol.6』（2012年、Summer&Autumn 実用百科 実業之日本社） ISBN 978-4-408-63270-4
- 『ヒヨコノアルキカタ』 (「ダ・ヴィンチ」2012年7月号 - 2014年1月号連載、単行本2015年発行、KADOKAWAメディアファクトリー) ISBN 978-4-04-067633-3
- 『日々猫だらけ ときどき小鳥』（2020年、ポプラ社）ISBN 978-4-591-16610-9
- 『逝ってしまった君へ』（2021年、小学館）ISBN 978-4-093-88817-2

### アンソロジー
- 『3時のおやつ』（2014年、ポプラ文庫）「風船ガム」※エッセイアンソロジー
- 『十歳までに読んだ本』（2017年、ポプラ社）「ガラスの家族」※エッセイアンソロジー

### 漫画原作
- 『ウルは空色魔女』（アスキー・メディアワークス『キャラぱふぇコミック』Vol.5 - Vol.10、作画：南条アキマサ）
- 『ウルは空色魔女』（角川書店『月刊コンプエース』2012年1月号 - 、作画：綾見ちは・云熊まく）
  - 角川コミックス・エースから単行本が2012年発売
- 『それが声優!』（作画：畑健二郎、畑との同人サークルはじめまして。で発行、コミックマーケット81で頒布開始）
  - 市販版単行本既刊5巻（2015年、発行：ローソンHMVエンタテイメント、発売：一迅社）

### 経済書
- 『山田先生とマネー番組をはじめたら、株で300万円儲かった』（2016年、浅野真澄名義、山田真哉共著、扶桑社） ISBN 978-4-594-07532-3

### 連載
- 角川つばさ文庫 「ウルとちさとのスイートルーム」[160]（2010年7月 - 2012年5月）
- 読売新聞土曜夕刊 「愛書探訪」（2011年4月 - 2012年3月）
- NHKウイークリーステラ「声優・浅野真澄のマイクのこっち側」（2021年3月 - 2022年3月、月1回連載）
- フェリシモ猫部「猫のまもりびと」[161]（2021年6月 - 、月1回連載）

### その他
- イヤホンズのシングル『一件落着ゴ用心』【AKIBA'S TRIP -THE ANIMATION-盤】に収録されている楽曲「イヤホンズのスーダラ節」のドラマパートの脚本を担当。
- じわじわくる映像アワード2018（2018年12月30日、日本テレビ） - 構成作家として参加[162]

## その他
- 写真集「Aice5メモリアルフォトブック〜recollection」（2007年、学習研究社）ISBN 978-4-05-403560-7
- インターネットラジオステーション＜音泉＞×Animage -10th Anniversary Memorial Photo & Media Book-（2014年）